# Comunidad de villa y tierra de Fresno de Cantespino

Municipios integrantes.

Comunidades de villa y tierra de la Extremadura castellana.

La Comunidad de Villa y Tierra de Fresno de Cantespino está situada al nordeste de la provincia de Segovia y rodeada por la Comunidad de Villa y Tierra de Sepúlveda de la que fue un ochavo, separándose a mediados del siglo XII, la Comunidad de Villa y Tierra de Ayllón y la Comunidad de Villa y Tierra de Maderuelo.
Perteneciente al conjunto de las Comunidades Segovianas, actualmente abarca 114,34 km² estando integrados en dicha comunidad:
Municipio de Fresno de Cantespino:
- Fresno de Cantespino
- Cascajares
- Castiltierra
- Cincovillas
- Gomeznarro
- Pajares de Fresno
- Riahuelas
- El Corporario (desaparecido), hoy ermita.[nota 1]
- Aldíñigo (desaparecido)

Municipio de Sequera de Fresno.
- Sequera de Fresno.
- Aldea Cervigal (desaparecida), citada como Aldehuela de San Miguel de Cervigal en 1396
- Mezquetillas (desaparecido).[nota 2]
- San Quílez (desaparecido).[nota 3]

Municipio de Riaza (poblaciones integradas en el municipio de Riaza)
- Aldeanueva del Monte
- Barahona de Fresno.

Hasta el siglo XIX llegaron a estar integrados el municipio de Riofrío de Riaza, Hontanares e incluso tierras, en la provincia de Guadalajara.

## Historia
Las Comunidades de Villa y Tierra son una institución política castellana, un ente jurídico autónomo que nació libremente como un sistema de autogobierno que distribuía justicia y autoridad entre sus vecinos y ordenaba en comunidad el aprovechamiento de las aguas, de las tierras y de los pinares. Se formó con la suma de antiguas costumbres más las necesidades propias de la época.
Nació a raíz de la repoblación efectuada por Alfonso VI, cuando surgieron los grandes Concejos a lo largo de la línea del sur del Duero. Intereses comunes de varias poblaciones hicieron que éstas se agruparan en una Comunidad. Más tarde, el rey Alfonso VIII de Castilla apoyó y dio vigor a estos concejos. Por un lado el rey obtenía lealtad y fuerza militar, por otro los concejos se veían beneficiados por ciertos privilegios y posesiones, con el consecuente aumento de poder y gran despegue económico.
A partir de 1833, con la reorganización de España en las provincias, las comunidades van perdiendo sus funciones habituales.
Actualmente subsiste como mancomunidad para la administración de su patrimonio, integrado por el Monte n.º 251 de Utilidad Pública.